# Цератопсиди
Цератопсиди (енг. Ceratopsia; грч. sɛrəˈtɒpsiə, "лица са роговима") су били група диносауруса биљоједа, са карактеристичним вратним наборима, роговима на лицу и папагајским кљуновима. Хранили су се жилавим биљем због тога су имали веома снажне вилице. Научници сматрају да су се кретали у крдима.

## Историјат
Остаци цератопсида су пронађени у Азији и Сјеверној Америци, али фосили указују на њихово присуство и на територији Европе. Њихов развој се веже за период од прије око 85 милиона година. У почетку су, за диносаурусе, били прилично мали. Ширењем по Азији и Сјеверној Америци постају све већи и бројнији. Највећи цератопсид био је трицератопс (лат. Triceratops), 9 метара дужине. До прије 65 милиона година ови биљоједи су били једни од најбројнијих диносауруса. Научници су пронашли остатке око 30 врста цератопсида али се сматра да их је било много више. Диносауруси са роговима су живјели у исто вријеме када и диносауруси са оклопом, попут еуоплоцефалуса (лат. Euoplocephalus).

## Карактеристике цератопсида
Цератопсиди су постали бројни због својих зуба и вилица. Моћни мишићи који су се налазили на великим наборима са задње стране лобање, омогућавали су помијерање вилица које су биле испуњене десетинама оштрих зуба. Својим оштрим папагајским кљуном и снажним зубима могли су да одгризу и прогутају велике количине жилавих и тврдих биљака коју други диносауруси нису могли да једу. Имали су и до неколико оштрих рогова које су користили за одбрану од напада карносауруса (лат. Carnosauria)- диносауруса ловаца, попут тираносауруса (лат. Tyrranosaurus). Научници сматрају да су рогове можда користили и у сукобима око територије и вођства крда. Рогове цератопсида чинила су два дијела унутрашњи- коштана срж и спољни, кератински заштитни омотач. Ти рогови су слични саставу рогова данашњих сисара. Дужина им је од 2 до 9 метара са тежином до 5 тона. Најмањи цератопсиди су били величине домаће свиње. Младунци су се легли из јаја. Фосилни остаци свједоче да су младунци пситкосауруса (лат. Psittacosaurus) били мало дужи од људског длана.

## Чињенице о цератопсидима
- Најранији цератопсид је био пситкосаурус (лат. Psittacosaurus), дугачак око два метра чији су фосили пронађени у источној Азији. Имао је карактеристичан птичији кљун али још није развио рогове на лицу и наборе на врату.
- Каснији припадници ове групе су били огромни, као нпр. трицератопс (лат. Triceratops) који је имао кратак чврст врат заштићен са коштаним набором већим од стола за ручавање.
- Једну од највећих лобања међу копненим животињама имао је цератопсид торосаурус (лат. Torosaurus) – била је дугачка преко 2,6 метара.
- Цератопсиди су постали бројнији са ширењем биљака цвјетница.
- Већина цератопсида је имала веома слична тијела па научници распознају различите врсте само ако пронађу лобање, наиме различите врсте диносауруса са роговима распознају се на основу облика рогова.
- Претпоставља се да су велики вратни набори били јарких боја и користили су их као пријетња другим диносаурусима.
- Цератопсид моноклонијус (лат. Monoclonijus) познат је на основу веома малог боја фосила.
- Већина цератопсида је имала рогове усмјерене унапријед, док су рогови стиракосауруса (лат. Styracosaurus) били усмјерени уназад.

## Најпознатије врсте цератопсида и мјесто проналаска фосила
- Трицератопс; (Монтана и Вајоминг, САД и Саскечван и Алберта, Канада),
- Протоцератопс (лат. Protoceratops); (Монголија, Азија),
- Стиракосаурус; (Алберта, Канада и Монтана, САД),
- Хазмосаурус; (Алберта, Канада),
- Центросаурус; (Алберта, Канада),
- Пситкосаурус (лат. Psittacosaurus); (Кина и Монголија, Азија),
- Платеосаурус (лат. Plateosaurus); (Централна и Сјеверна Европа)
- Торосаурус; (Монтана, Вајоминг, Јужна Дакота, Сјеверна Дакота и Јута, САД и Саскечван, Канада),
- Моноклонијус; (Монтана, САД и Алберта, Канада).

## Галерија
-Centrosaurus лобања
-Triceratops лобање
- Лобање цератопсида